# Materialseilbahn der Vicat-Zementfabrik
Die Materialseilbahn der Vicat-Zementfabrik ist eine Lorenseilbahn der Firma Vicat in Saint-Égrève nördlich von Grenoble, Département Isère, Frankreich.
Sie verbindet das Zementwerk der Firma (45° 13′ 45,3″ N, 5° 40′ 6″ O) mit einem Kalksteinbruch beim Ort Sassenage auf halber Höhe eines Berghanges auf der gegenüberliegenden Seite der Isère (45° 13′ 8,7″ N, 5° 39′ 1″ O). Auf der 1830 m langen Strecke überwindet sie einen Höhenunterschied von 121 m und überquert dabei den Fluss, eine Autobahn und mehrere Straßen. Die Autobahn und die Straßen sind jeweils durch große Netze vor möglicherweise herabfallenden Steinen oder dem Absturz einer Lore geschützt.
Anders als bei den meisten Materialseilbahnen handelt es sich bei der von POMA gebauten Anlage um eine Einseilumlaufbahn, bei der die 56 kuppelbaren Kipploren an das umlaufende Förderseil geklemmt und von diesem getragen werden. Das erspart gesonderte Trag- und Zugseile und die Ausstattung der Loren mit Laufwerken und Rollenbatterien. Da die jeweils 900 kg fassenden Loren außer bei der Querung von Fluss und Autobahn bergab fahren und dadurch selbst einen großen Teil der Antriebsenergie erzeugen, konnte man den Aufwand für den Antrieb der Anlage gering halten.
Die Materialseilbahn befördert 324 Tonnen pro Stunde mit einer Geschwindigkeit von 5 m/s (18 km/h).